# Joseph Bloch (Publizist)
Joseph Bloch (* 14. September 1871 in Wilkowiszky (damals Russisch-Polen); † 14. Dezember 1936 in Prag) war ein sozialdemokratischer Publizist. Er war langjähriger Herausgeber der Sozialistischen Monatshefte. Er war einer der einflussreichsten Vertreter des rechten Flügels der SPD.

## Leben
Joseph Bloch stammte aus einer orthodoxen jüdischen Familie und wuchs in Königsberg (Ostpreußen) auf. Er besuchte das Kneiphöfische Gymnasium in seiner Heimatstadt bis 1890 und studierte anschließend Mathematik, Physik und Philosophie in Königsberg vier Semester und zehn Semester in Berlin. Bloch wurde bei dem Philosophen Paul Hensel 1907 an der Friedrich-Alexander-Universität Erlangen-Nürnberg zum Dr. phil. promoviert.
Bloch war überzeugter Atheist, zugleich war er Anhänger des Zionismus. Politisch verstand er sich als Sozialist. Am 3. September 1890 wandte er sich an Friedrich Engels, dem dieser in seinem bekannten Brief vom 21./22. September 1890 antwortete.
Ab 1896 war er mit Johannes Sassenbacher Herausgeber der Zeitschrift „Der sozialistische Akademiker.“ Daraus gingen 1897 die Sozialistischen Monatshefte hervor. Dieses Blatt unterstand nicht dem SPD-Parteivorstand und war das zentrale Sprachrohr der Revisionisten. Das Blatt leitete er bis 1933 als alleiniger Herausgeber. Bloch erhielt für seine Arbeit für das Monats-, später Halbmonatsblatt kein Honorar. Texte sprach er meist bis ins Detail mit den Autoren ab, wodurch die Ausgaben eine hohe politisch-thematische Geschlossenheit erhielten, obwohl Bloch selbst nur wenige eigene Texte beitrug. Er engagierte sich auch für die Freie Volksbühne in Berlin.
Im innerparteilichen Streit ist Bloch den Revisionisten beziehungsweise dem eher rechten Flügel zuzurechnen. Einem orthodoxen Marxismus stand er kritisch gegenüber. Innenpolitisch forderte er eine protektionische Agrarpolitik. Außenpolitisch war er vor dem Ersten Weltkrieg englandfeindlich eingestellt und trat für eine aktive Kolonialpolitik ein. Stattdessen forderte er eine Annäherung an Frankreich, das ihm zeitlebens ein Vorbild war. Nach Kriegsbeginn unterstützte er die Burgfriedenspolitik, da er von einem deutschen Sieg die Einheit Kontinentaleuropas erwartete. Dabei forderte er aber wiederholt Friedensverhandlungen.
Nach der Revolution 1918/19 unterstützte er die Einführung einer parlamentarischen Demokratie, gestützt auf die Zusammenarbeit von SPD und bürgerlichen Parteien. Spätestens nach dem Ersten Weltkrieg basierte sein außen- und weltpolitisches Denken auf dem Ideal eines Frieden sichernden Gleichgewichts der fünf Imperien Amerika, Großbritannien, Ostasien, Russland und Kontinentaleuropa.
Nach der nationalsozialistischen Machtübernahme emigrierte er 1933 nach Prag. Dort starb er 1936 und wurde dort auf dem Jüdischen Friedhof begraben.
Joseph Bloch war mit der Zahnärztin Helene Freudenheim verheiratet, die gemeinsam mit Felix Stössinger sein Werk Revolution der Weltpolitik. Vermächtnis posthum herausgab.
Teile seines Nachlasses liegen im Russischen Staatlichen Militärarchiv und im Archiv des International Institut of Social History.